# تپه کزازی
تپه کزازی مربوط به عصر مس -ایلام میانی است و در شهرستان جوانرود، بخش روانسر، روستای کزازی واقع شده و این اثر در تاریخ ۲۳ شهریور ۱۳۸۲ با شمارهٔ ثبت ۱۰۱۴۴ به‌عنوان یکی از آثار ملی ایران به ثبت رسیده است.